# 克里斯·羅伯蕭
克里斯·羅伯蕭（英語：Chris Robshaw；1986年6月4日—）是一位英格蘭橄欖球運動員。他是英格蘭國家橄欖球隊的一員，代表英格蘭參加了2015年世界盃橄欖球賽。